# صابر العيساوي
صابر نبات حافظ ديوان العيساوي ولد في 1968 وهو أمين بغداد عاصمة العراق منذ 2005 إلى 2012 حيث قدم فيها استقالته وتم قبولها من قبل رئيس الوزراء نوري المالكي وهي الاستقالة الرابعة التي قدمها العيساوي إلى المالكي إذ  سبق ان رفضت ثلاث استقالات قبل ان يقبل رئيس الوزراء الاستقالة الرابعة.
حكم على صابر العيساوي بالسجن المخفف لمدة سنة واحدة تتقلص إلى تسعة أشهر بداعي الإفراج الشرطي بتهمت فساد مالي واداري.

## تحصليه العلمي
- تخرج من أعدادية الكاظمية للبنين  - الفرع العلمي - 1986
- بكالوريوس زراعة 1991
- ماجستير علوم زراعة 2003
- دكتوراه فلسفة في العلوم الزراعية  - جامعة بغداد  - 2007
- لديه العديد من البحوث العلمية المنشورة في العراق والولايات المتحدة الأمريكية